# Pionites
Pionites és un gènere d'ocells de la família dels psitàcids.

## Llista d'espècies
Aquest gènere ha estat classificat en 4 espècies:
- lloro capnegre (Pionites melanocephalus).
- lloro cap-rós (Pionites leucogaster).
- lloro camanegre (Pionites xanthomerius).
- lloro cuagroc (Pionites xanthurus).